# اللغة الطاجيكية
اللغة الطاجيكية (بالفارسية: زبان تاجیکی أو فرارودی؛ بالطاجيكية: забони тоҷикӣ) أو اللغة الفارسية الطاجيكية هي مجموعة فرعية من اللغات الفارسية يتحدث بها الطاجيك في طاجيكستان وأوزبكستان. أعتمد الزعيم السوفيتي جوزيف ستالين تسمية اللغة في طاجيكستان باسم الطاجيكية في عام 1932 من أجل أعتمادها رسميا في طاجيكستان وهي شقيقة للفارسية في إيران واللغة الدرية
في أفغانستان واللغة الكردية.
بالنظر إلى عدم وجود معايير مُتَّفقٍ عليها عالمياً للتفريق بين اللغات واللهجات فإن الكثير من الأكاديميّين والباحثين يختلفون حول الوضع اللغوي والتاريخي والاجتماعي للطاجيكية. ومع أن هناك عدة مبادئ للتفريق بين اللغات واللهجات، فإن نتائجها كثيراً ما تكون متناقضة وغير متناغمة أو واضحة. تتراوح الطاجيكية من اللهجة العامية المتحدثة بين الناس، إلى الطاجيكية الفارسية. وبناءً على ذلك فإن الطاجيكية تُصنَّف عموماً كإحدى اللغات الفارسية «كالدرية أو الكردية» ، ويعتبر أن لها لهجاتها الخاصَّة بها. كما تُصنَّف أحياناً كلغة طاجيكية منفصلة، بنفس الطريقة التي تكون فيها اللغة النرويجية قريبةً للغة الدنماركية لكن منفصلةً عنها مثلا.

## انظر
- الفارسية الإيرانية
- اللغة الدرية